# Let 42
Let 42 (anglicky Flight World War II, případně Flight 1942) je americký film z roku 2015.

## Děj
Kapitán letu 42 William Strong (Faran Tahir) letí z Washingtonu, D.C., do Londýna. Mezi cestujícími se nacházejí i dva historici věnující se druhé světové válce a dva vojáci. Na začátku letu řízení letového provozu pilotů oznámí, že bude během letu obloha jasná. Chvíli po vzletu se ale letadlo setká s elektromagnetickou bouří. Jelikož navigační přístroje kvůli bouři přestanou fungovat, kapitán Strong vletí přímo do bouře a následně do červí díry. Ta je transportuje do roku 1940. Kapitán ale ujišťuje cestující, že jsou v bezpečí. Letadlo nějakou dobu letí ve tmě a natrefí na německé úderné letadlo bombardující Saint-Nazaire. V letadle vypukne chaos, nicméně Strong stále cestujícím garantuje, že se vše pod kontrolou a že jsou v bezpečí. Historici, kteří letadlem cestují, mezitím pozorují z okna letadla své okolí a zjišťují, že se situace shoduje s dějem druhé světové války a že je bouře pravděpodobně přenesla zpět do ní. Oba se o tom snaží přesvědčit piloty i zbytek posádky. Zatímco posádku přesvědčují o transportu do války, jeden z cestujících jejich rozhovor zaslechne a začne je tajně poslouchat.
Během letu se Strong dostává do kontaktu s rádiovým operátorem britské armády ve Francii, desátníkem Nigelem Sheffieldem, přičemž oba považují situaci, která se během letu stala, za neuvěřitelnou. Kapitán společně s historiky nakonec Sheffielda přesvědčí, že jsou skutečně z budoucnosti. Po vyptávání se Sheffielda na válečnou situaci historici zjistí, že historie se neodehrála tak, jak by měla – evakuace Dunkerku zjevně dopadla úplnou katastrofou pro Spojence, jelikož tam byla většina spojeneckých sil evakuována úspěšně, a Němci získali pokročilý stíhací letoun Messerschmitt Me 262 v roce 1940, přičemž provozuschopný měl být až v roce 1944. Kapitán a historici dojdou k závěru, že Němci urychlili svůj technologický pokrok a jsou mnohem blíže k vítězství, než tomu bylo v minulosti, a tak se pokoušejí vymyslet způsob, jak Spojencům pomoci vyhrát a „opravit“ historii. V tom ale cestující, který historiky a kapitána poslouchá, začne ostatním cestujícím v letadle oznamovat, co slyšel, a snaží se je přesvědčit, aby letadlo unesli a zabili Hitlera. Situace v letadle se vyhrocuje, nicméně většina cestujících s tímto návrhem nesouhlasí.
Zatímco posádka a cestující řeší, jak budou dále postupovat, Sheffield upozorní Stronga na přibližující se Messerschmitt Me 262, který má za cíl jejich letadlo sestřelit. Němcům se letadlo sestřelit nepodaří, nicméně jej poškodí. Během útoku je také zraněn kopilot, a tak kapitán řekne cestujícím pravdu a žádá je o pomoc. S jejich pomocí se podaří část systémů letadla opravit a opět zprovoznit. Poté, co se obnoví spojení s desátníkem Sheffieldem, dozvědí se od něj, že Spojenci nemají radar. Historici se tedy domnívají, že byli do druhé světové války „vysláni“ proto, aby změnili historii – dali Spojencům radar.
Kapitán spolu s cestujícími dostane nápad, že vytrhnou moderní radar z letadla a následně jej Sheffieldovi z letadla vyhodí, aby jej mohli Spojenci využít. Německé pozemní síly se pokoušejí vyhozený radar zachytit, nicméně se jim to nepodaří, a britská vojska tak mohou radar využívat. Náhle se však Němci vrátí a letadlo zasáhnou, vytvoří v jeho trupu díru a několik cestujících zabijí. Sheffield následně pomocí radaru nasměruje Strongovo letadlo zpět, nedaří se mu ale setřást německé letouny, které chtějí jejich letadlo zničit. V tom se ale k letadlu přiblíží britské letouny, čímž odvedou pozornost Němců. Kapitánovi se tak podaří od německého letadla vzdálit.
Najednou se před letadlem objeví bouře totožná s tou, která letadlo dostala do roku 1940. Kapitán Strong se rozloučí s desátníkem Sheffieldem a vletí s letadlem přímo do bouře, čímž se mu podaří vrátit zpět do přítomnosti. Následně s letadlem nouzově přistane v Berlíně. Když cestující opouštějí letadlo, kapitán chce pomoci staršímu muži, který v letadle zůstal a cosi píše do diáře. Když muž otáčí listy diáře,  si všimne, že diář začíná nadpisem „radarový systém, který zachránil Evropu“ a že patří Nigelu Sheffieldovi II. Nakonec mu muž řekne, že „nejlepší je přítomnost“ a letadlo opouští.

## Obsazení
| Faran Tahir     | William Strong  |
| Robbie Kay      | Nigel Sheffield |
| Aqueela Zoll    | Cameron Hicks   |
| Matias Ponce    | Daniel Prentice |
| Alberto Barros  | Hector          |
| Adam Blake      | Adam Kruger     |
| David Campfield | Nathan          |
| Blaine Gray     | Michael         |
| Jonathan Nation | Jon             |
| Trista Robinson | Trista          |
| Meredith Thomas | Meredith        |